# フックスバウ掩蔽壕

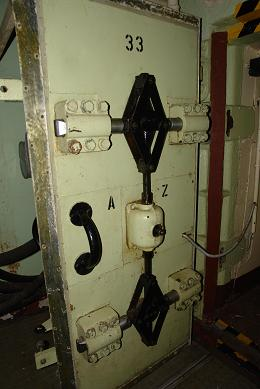
フックスバウの入口にある水密扉

フックスバウ（Fuchsbau）は、ブランデンブルク州・ラウエンシェ・ベルゲのフュルステンヴァルデ南に設置された地下司令部（Unterirdische Führungsanlagen）である。1941年から1945年までは武装親衛隊が管轄し、1965年から1990年までは国家人民軍航空軍（東ドイツ空軍）が使用した。その後は1994年12月に閉鎖されるまでドイツ連邦空軍第5空軍師団が駐屯した。2006年より技術遺産（Technisches Denkmal）として一般公開されている。「フックスバウ」はドイツ語で「狐の巣穴」の意味。

## 概要

### 国家人民軍航空軍の施設として
フックスバウには国家人民軍航空軍のうち、航空軍司令部(Kommando LSK/LV)に所属する第14中央指揮所(Zentraler Gefechtstand 14, ZGS-14)が配置されていた。最大収容人数は350人で、部屋数は200室超、さらに廊下の総延長は650m、総面積は9000m2以上であった。これはドイツ民主共和国（東ドイツ）国内に設置された地下掩蔽壕としては最大級のものである。

### 連邦空軍の施設として
1990年10月3日、ドイツ再統一に伴い国家人民軍はドイツ連邦軍へフックスバウを明け渡した。その後は連邦空軍の第5空軍師団の一部が駐屯し、近代化の為におよそ10,800,000マルクが投入された。しかし1994年12月には放棄が決定し、1995年には完全に封鎖された。フュルステンヴァルデには1609年より伝統的に軍部隊が駐屯してきたが、フックスバウの閉鎖によってフュルステンヴァルデにおける全ての駐屯地が撤退したことになる。

### 歴史的建造物として
現在、フックスバウは電気通信分野における技術遺産として施設全体が保護されており、とりわけ航空管制施設が重要なものとされている。
1995年の閉鎖後、2009年に施設を含む土地全体が民間投資家の所有となったが、破産にともなって、2013年にはある地元住民に引き継がれた。
一般向けの見学は土曜日（午前10時開始、事前予約が必要）に可能で、ガイド付きツアーの形で構内に立ち入ることができるが、撮影（三脚不可）には別途許可が必要となる。当地で勤務した経験を持つ旧東ドイツ軍ないし旧西ドイツ軍の出身者が案内するツアーや、当地の技術面についてより詳しく知ることができるツアーも設定されている。三脚を用いた撮影を希望する場合には、通常の見学グループに続いて出発する撮影専門ツアーとして対応可能で、通常のツアーでは立ち入らない箇所も見学できる。

## 建設

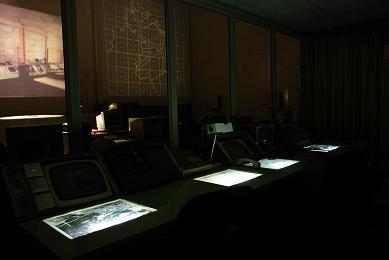
誘導室(OPS)の航空状況表示板

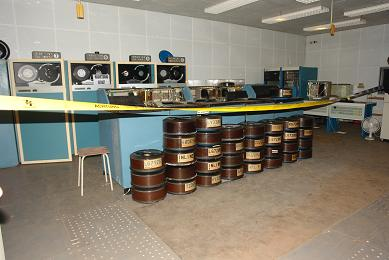
電算室

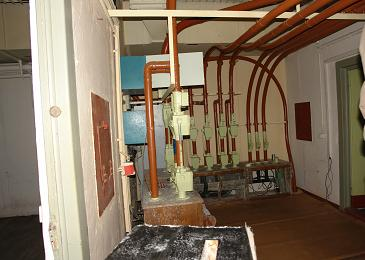
中央気送管室

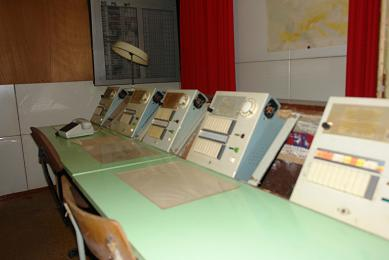
戦闘区域。情報及び航空管制当直室(Diensthabender Nachrichten und Flugsicherung, DNF)

フォックスバウは、水道施設や戦前建築物などを含む複数の施設で構成されている。

### 戦前建築 (TO 02)
俗に「戦前建築」(Altbau)と呼ばれている範囲は、かつて褐炭採掘所の横坑として掘られたトンネル群であった。1941年から武装親衛隊がこのトンネルの要塞化を検討し、1942年にはザクセンハウゼン強制収容所から派遣された900人の囚人が1日12時間労働に充てられ、トンネルの拡大工事が進められた。ただし工事は完了せず、一部のトンネルは開通しないまま放置された。1944年から親衛隊作戦本部と国防軍最高司令部との通信が確立された。敗戦後は赤軍が何度か破壊を試みたが失敗し、1957年からは東独内務省による調査および管理が始まった。1965年、東独当局による通信設備工事が完了する。この戦前建造物はおおむね縦方向のトンネル3本を横方向のトンネル4本で接続した構造である。この戦前建築は緩やかな坂道で「戦後建築」と接続されている。

### 戦後建築 (TO 01)
俗に戦後建築(Neubau)と呼ばれている箇所は、3階建ての長方形の構造である。構造の上端から地上までは20mほどあり、爆撃には十分に耐えうると考えられていた。また、その上にはさらに冷却装置を設置する為に12～14mほどの山ができていた。このため、ツェルシェルシヒト（Zerschellschicht）は設けられていなかった。中心に位置する誘導室は地下1階から3階までの吹き抜けで、天井高は9mほどあった。

### 接続構造
戦前建築と戦後建築は地下通路で接続され、階段や部屋などの一部は地表に露出していた。この地表部分は砲爆撃に対して無防備であった。

### 水道施設
水中ポンプが設置された8つの深井戸があり、掩蔽壕内の水道施設を介して各構造へと送られていた。また、水道施設には外部水道も接続されていた。

### その他の構造
技術遺産として指定されたフックスバウ掩蔽壕の範囲はおよそ40ヘクタールである。この範囲には複数の施設が存在し、その多くは地下で接続されている。